# 1,2,3-三氯丙烷
1,2,3-三氯丙烷，结构式CH2ClCHClCH2Cl。

## 性质
无色易燃液体，微有挥发性，有类似氯仿的气味。微溶于水。可溶解油、蜡、脂、氯化橡胶和多数树脂。
- 闪点（开杯）：82.2 °C
- 自燃点：304.4 °C

## 毒性
1,2,3-三氯丙烷蒸气有麻醉性，能损害心、肝、肾等器官。

## 制备
由烯丙基氯在低温下与氯气加成，再经分馏得到。
{\displaystyle \ CH_{2}ClCH\!=\!CH_{2}+Cl_{2}\ {\xrightarrow {25^{o}C}}\ CH_{2}ClCHClCH_{2}Cl}

## 用途
用于生产1,2,3-三氯丙烯、农药矮壮素和燕麦敌，也用作溶剂。